# 多聞院 (所沢市)

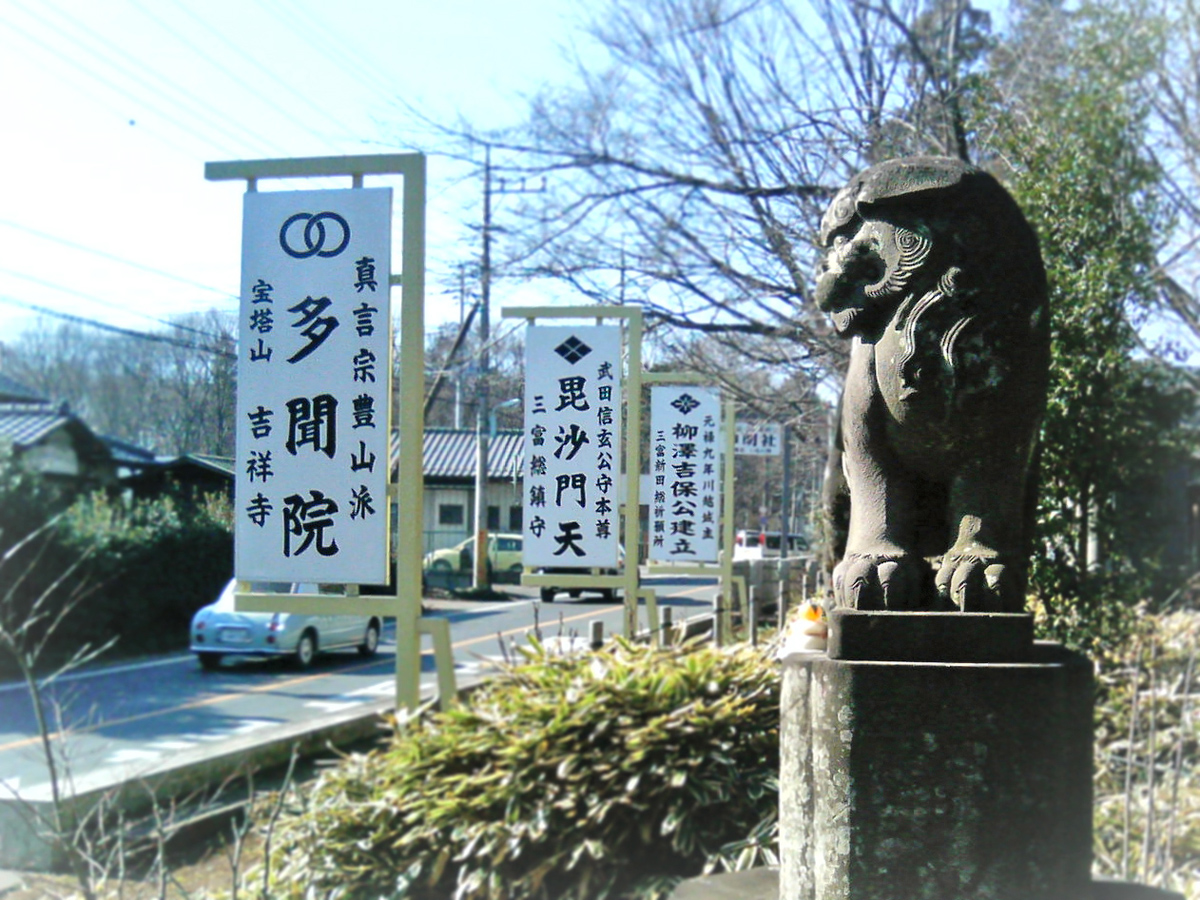
入口の狛犬と案内板

多聞院（たもんいん）は、埼玉県所沢市中富にある真言宗豊山派の寺院である。 山号は宝塔山。寺号は吉祥寺。本尊は大日如来。

## 歴史
元禄9年（1696年）に柳沢吉保（当時川越藩主）が三富新田として上富・中富・下富村を開村した際、一寺一社の制に基づき、開拓農家の檀家寺として上富に多福寺を、また中富に祈願所・鎮守の宮として毘沙門社（・多聞院）を創建した。その後同境内に近隣地域より神明社を勧請し同地域一帯の産土神として祀り、1868年（明治元年）の神仏分離令によって同院境内の西側は神社（神明社）として、東側は寺院としてそれぞれ独立し、今日に至っている。
また近年では、境内に立体曼荼羅をイメージして植え込まれたとされる23種類300株の牡丹が咲く名所としても知られ、通称「牡丹の寺」として親しまれている。

## 本尊
多聞院本堂の本尊は大日如来、 また毘沙門堂には、かつて武田信玄の守り本尊であったとされる黄金の小さな毘沙門天像が本尊として奉られている。 この像は、伝承によれば、像高一寸四分(約4センチメートル)、信玄が生前川中島などの戦に際し戦勝を祈願し兜の内に納めて戦場に赴いていたと伝えられるもので、天正10年（1582年）の武田家の滅亡後、同家縁の僧を介し 血縁のある柳沢吉保の手に渡り、毘沙門社の本尊として祀ったとされている。
なおこの本尊は12年に一度寅年の5月1日に開帳される（#行事の祈祷時間内のみ開帳、次回は2022年の5月1日）。

## 境内

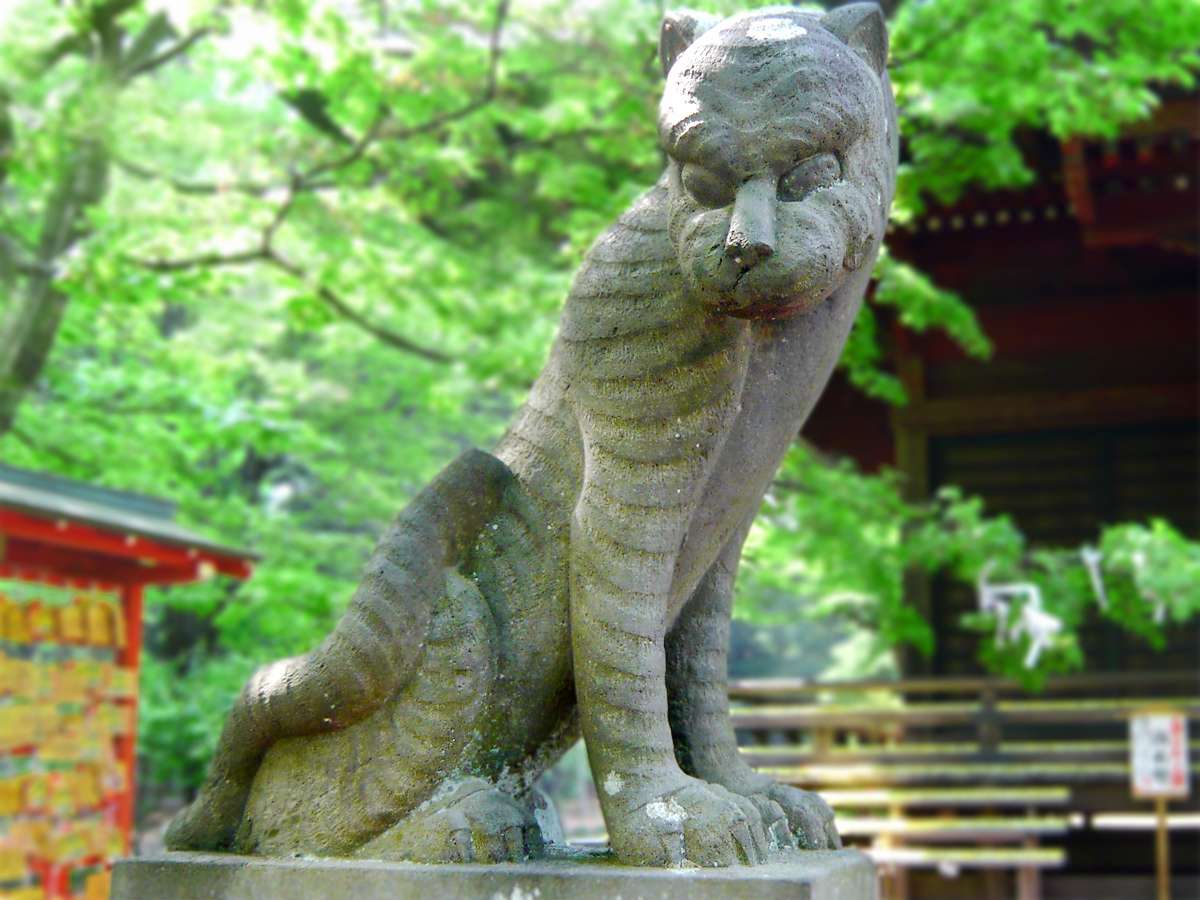
狛寅 （吽形）

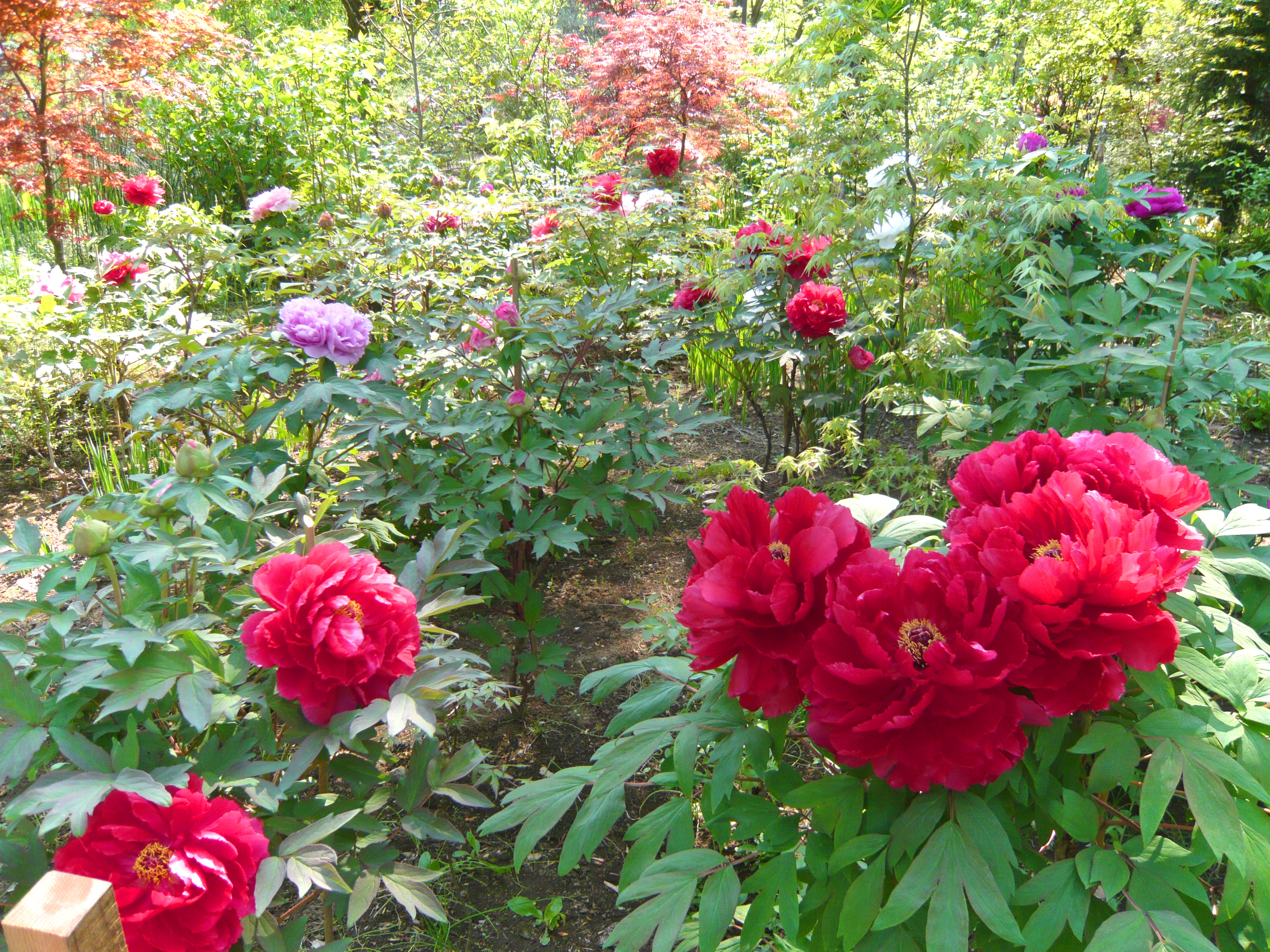
牡丹の花

- 入口には狛犬が、また毘沙門堂の前には 一般的に神社などに見られる龍の手水舎と 一対の狛犬ではなく狛虎（こまとら, 狛寅）が配置されている。台座部の刻銘によれば像の制作は慶応2年（1866年 寅年）とされ、この虎は細身でしなやかな曲線で彫られ、どちらかといえば豹やチーターにも近い印象の特徴的な像である[3]。

- 「鬼の悟り」石像 – 近年 信徒の石工が奉納した鬼の我慢している姿の坐像
- 「鬼の寒念仏[4]」像 – 左手に奉加帳を下げ、背中に傘を背負っている鬼の立像
- 弘法大師（空海）の石座像
- 正一位稲荷大明神
- 子育･水子地蔵菩薩立像

- 半僧坊大権現の社

また当院の向かって左手西側は 神明社 (所沢市中富) が隣接する。 – 神仏分離以前（#歴史参照）は同一境内であったため今日でもその垣根は低く、たとえば初詣の参拝客などは 同神明社側の鳥居前に行列をつくり、そのまま自然と順路のように社寺両方に参拝する人の流れができる。

### 境内の花
広く知られる牡丹のほか、山百合、泰山木、八角蓮、蝋梅、などの花が咲く。

## 文化財
- 毘沙門堂は、1766年（明和3年）に竣工し江戸中期の建築物として所沢市の有形文化財に指定されている[5][6]。

- 虎の絵馬 – （何れも文化財未指定。一般公開はされていない[7]。）
  - 1856年（安政3年）	三上文筌筆
  - 1857年（安政4年）	上富の住民が奉納

## 行事

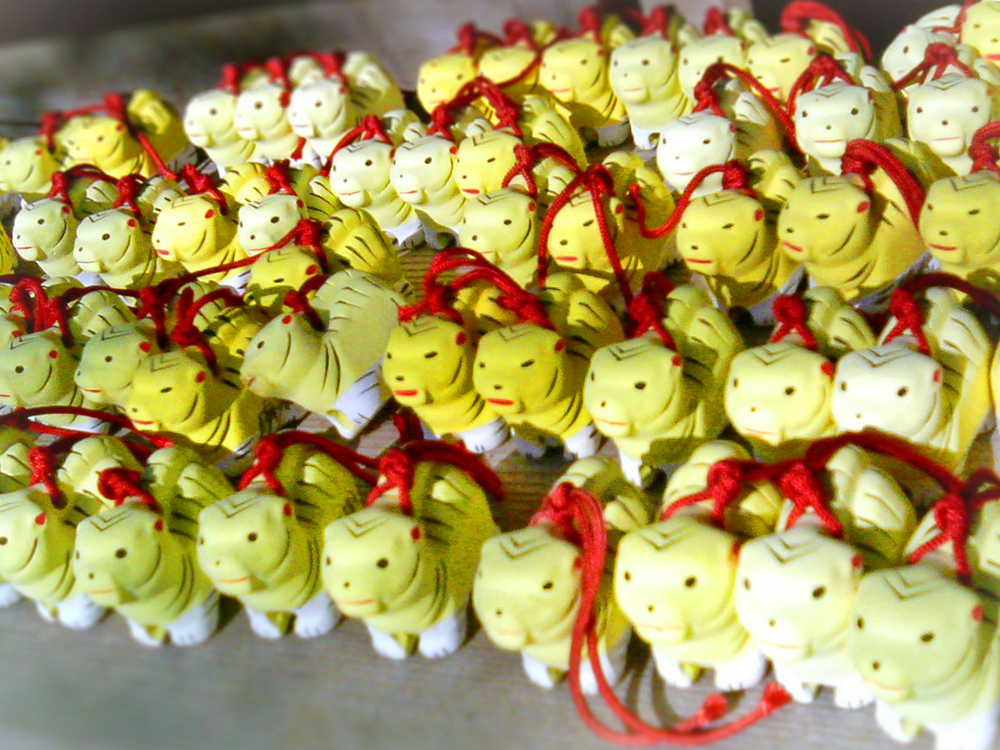
「身がわり寅（とら）」

- 毎年5月1日には毘沙門天の化身とされる虎に因んで「寅まつり・寅年には大般若経転読会（てんどくえ）」が催される。無病息災を祈願する大法要とされ、この日は境内に団子屋、植木屋などの出店が出たり、地元保存会による囃子なども披露される。

- また初詣や寅まつりの頃には「身代わり寅」を奉納する人も多く、シーズン終了頃までには堂の欄干部までが小さな黄色でびっしりと埋め尽くされる光景となる。 「身がわり寅（とら）」は、毘沙門天の化身とされる寅に、身に降りかかる災いを託して奉納するというもの。

## 周辺
同院前を通る道路は近年 所沢市により「多聞院通り」の道路名標識が設置された。

## 参考資料
- 「未公開の虎の絵馬」 – 市民新聞ところさわ 2010年1月8日 No.364）
- 「中富村 多門院」『新編武蔵風土記稿』 巻ノ165入間郡ノ10、内務省地理局、1884年6月。NDLJP:764002/96。